# Памятник создателям ракетной техники
Па́мятник созда́телям раке́тной те́хники — памятник в городе Долгопрудном Московской области.
Установлен 5 мая 2012 года на площади Собина, возле проходной Долгопрудненского научно-производственного предприятия.

## История
В конце 1931 года при Главном управлении Главвоздухфлота был создан производственный комбинат «Дирижаблестрой» с дислокацией в рабочем посёлке при железнодорожной станции Долгопрудная. В задачи комбината входило проектирование, производство и эксплуатация дирижаблей, а также совершенствование методов их эксплуатации.
В 1951 году, на части территории комбината было образовано предприятие «Долгопрудненский машиностроительный завод» (ДМЗ, завод № 464). В том же году, предприятию была поручена разработка и производство первых в СССР зенитных управляемых ракет.
В память о трудовых подвигах сотрудников предприятия, 5 мая 2012 года, у главной проходной предприятия был установлен памятник в виде серийной ракеты 9М38.
Торжественное открытие памятника было приурочено ко дню 80-летия подписания приказа П. М. Пурмаля, первого начальника производственного комбината «Дирижаблестрой», о строительстве и введению в эксплуатацию дирижаблей. Новый памятник занял почётное место в списке достопримечательностей города Долгопрудного.

## Описание
Памятник представляет собой массовый макет ракеты 9М38 покрашенный в белый цвет и установленный на высокий мраморный постамент.
На постаменте закреплена аннотационная доска с текстом:
| СОТРУДНИКАМ ДОЛГОПРУДНЕНСКОГО НАУЧНО-ПРОИЗВОДСТВЕННОГО ПРЕДПРИЯТИЯ — ПЕРВОПРОХОДЦАМ СОЗДАНИЯ РАКЕТНОЙ ТЕХНИКИ В СССР. Вашей волей, мужеством и знаниями был создан противовоздушный и противоракетный щит страны. |